# Radio (album, Naked City)
Radio je čtvrté studiové album skupiny Naked City. Jde o první album této skupiny, na kterém všechny skladby složil sám John Zorn, ten je rovněž producentem alba. Album poprvé vyšlo v roce 1993 u vydavatelství Avant Records. V roce 2005 vyšlo album jako součást box setu Naked City: The Complete Studio Recordings u Tzadik Records.

## Seznam skladeb
Autorem všech skladeb je John Zorn.
| Pořadí         | Název                    | Délka |
| -------------- | ------------------------ | ----- |
| 1.             | Asylum                   | 1:56  |
| 2.             | Sunset Surfer            | 3:23  |
| 3.             | Party Girl               | 2:33  |
| 4.             | The Outsider             | 2:28  |
| 5.             | Triggerfingers           | 3:31  |
| 6.             | Terkmani Teepee          | 3:57  |
| 7.             | Sex Fiend                | 3:31  |
| 8.             | Razorwire                | 5:28  |
| 9.             | The Bitter and the Sweet | 4:48  |
| 10.            | Krazy Kat                | 1:51  |
| 11.            | The Vault                | 4:44  |
| 12.            | Metaltov                 | 2:07  |
| 13.            | Poisonhead               | 1:10  |
| 14.            | Bone Orchard             | 3:59  |
| 15.            | I Die Screaming          | 2:20  |
| 16.            | Pistol Whipping          | 0:57  |
| 17.            | Skatekey                 | 1:25  |
| 18.            | Shock Corridor           | 1:05  |
| 19.            | American Psycho          | 6:09  |
| Celková délka: | Celková délka:           | 57:50 |

## Obsazení
- John Zorn – altsaxofon
- Bill Frisell – kytara
- Wayne Horvitz – klávesy
- Fred Frith – baskytara
- Joey Baron – bicí
- Yamantaka Eye – zpěv